# Implosiva uvular sonora
La implosiva uvular sonora es un tipo extremadamente raro de sonido consonántico. El símbolo en el Alfabeto Fonético Internacional que representa este sonido es ⟨ʛ⟩, una letra pequeña mayúscula
G  en versalita con un gancho apuntando hacia la derecha que se extiende desde la parte superior derecha de la letra.

## Características
Las características de la implosiva uvular sonora son:
- Su forma de articulación es oclusiva, lo que significa que se produce obstruyendo el flujo de aire en el tracto vocal. Como la consonante también es oral, sin salida nasal, el flujo de aire está completamente bloqueado y la consonante es una oclusiva.
- Su lugar de articulación es uvular, lo que significa que está articulado con el dorso de la lengua en la úvula.
- Su fonación es sonora, lo que significa que las cuerdas vocales vibran durante la articulación.
- Es una consonante oral, lo que significa que se permite que el aire escape solo por la boca.
- Debido a que el sonido no se produce con el flujo de aire sobre la lengua, la dicotomía centro-lateral no se aplica.
- El mecanismo de flujo de aire es implosivo (ingreso glotalico), lo que significa que se produce al aspirar aire bombeando la glotis hacia abajo. Dado que se expresa, la glotis no está completamente cerrada, pero permite que una corriente de aire pulmonar escape a través de ella.

## Ocurrencia
| Idioma | Idioma | Palabra | AFI  | Significado |
| ------ | ------ | ------- | ---- | ----------- |
| Mam    | Mam    | q'a     | [ʛa] | 'fuego'     |